# Havant
Havant es una ciudad del distrito de Havant, en el condado de Hampshire (Inglaterra). Se encuentra a 33.2 km de Winchester. Según el censo de 2011, Havant tenía 45 125 habitantes, municipio de Havant tenía 120 684 habitantes. Está listado en el Domesday Book como Havehunte.